# Резолюция 50 на Съвета за сигурност на ООН
Резолюция 50 на Съвета за сигурност на ООН е приета с мнозинство на 29 май 1948 г. по повод Палестинския въпрос. Подчертавайки желанието си за прекратяване на военните действия в Палестина, без да бъде в ущърб на правата, претенциите и позициите на арабите или евреите в областта, с Резолюция 50 Съветът за сигурност призовава всички правителства да наредят прекратяване на огъня за период от четири седмици, както и да поемата задължението, че през този период няма да нареждат навлизане на бойци в Палестина, Египет, Ирак, Ливан, Саудитска Арабия, Сирия, Трансйордания и Йемен, както и че през този период без военни действия те ще се въздържат от изнасяне или внасяне на оръжия и боеприпаси от и в посочените страни и няма да мобилизират или подлагат на военно обучение мъжете в боеспособна възраст, които се намират или са навлезли в териториите под техен контрол. Резолюцията призовава всички заинтересовани страни да предприемат всички мерки, за да гарантират сигурността на светите места и град Йерусалим, както и да осигурят свободния достъп до всички места за молитва и светилища за целите на богослужението на онези лица, които имат право да ги посещават. Резолюция 50 натоварва посредника на Организацията на обединените нации в Палестина със задачата да наблюдава и контролира изпълнението на резолюцията, което той трябва да изпълнява с помощта на Помирителната комисия за Палестина и необходимия за целта персонал от военни наблюдатели. За целта от посредника се изисква поддържането на постоянен контакт с враждуващите страни в срока, през който ще тече временното прекратяване на огъня, а от всички заинтересовани страни се изисква да му оказват необходимата помощ.
По-нататък резолюцията приканва държавите от Арабската лига, еврейските и арабските власти в Палестина да заявят пред Съвета за сигурност, че приемат постановленията на резолюцията, което трябва да стане не по-късно от 18:00 ч. нюйоркско време на 1 юни 1948 г.
В Резолюция 50 Съветът за сигурност на ООН предупреждава, че ако Резолюция 50 бъде отхвърлена от която и да е страна в конфликта или бъде приета, а впоследствие остане неизпълнена, то Съветът за сигурност ще подходи към ситуацията в Палестина с мерките, предвидени в глава VII от Устава на Организацията на обединените нации.
Текстът на Резолюция 50 е гласуван на части, поради което в цялостния си вид резолюцията не е подложена на гласуване.